# José Ramón Villalón Sorzano
José Ramón Villalón Sorzano (La Habana, Cuba; 2 de diciembre de 1929) es un teólogo, filósofo y profesor que jugó un rol importante en el movimiento estudiantil de la Revolución cubana. Hoy vive en Ponce (Puerto Rico). Es el único profesor en la historia de la Universidad de Puerto Rico, Recinto de Ponce, de ser nombrado como Profesor Distinguido. Es tal vez más conocido como comentarista de radio y de televisión.

## Historia personal y familiar
Es el quinto varón en línea directa que lleva el nombre José Ramón Villalón. Su abuelo materno fue Leonardo Sorzano Jorrín, quien fue abogado y profesor de inglés, autor de numerosos libros con los cuales por décadas estudiaron los cubanos esa lengua. Su abuelo paterno, el Coronel José Ramón Villalón y Sánchez, ingeniero de ferrocarriles, fue el ayudante técnico del General Antonio Maceo para quien diseñó, llevó a la Cuba insurrecta y operó el único cañón pneumático de los mambises. El mismo perteneció a la Comisión Conjunta de cubanos y puertorriqueños que se entrevistó con el presidente William McKinley en la secuela de la guerra hispanoamericana para negociar las relaciones de Estados Unidos con Cuba y Puerto Rico. Luego fue profesor de matemáticas en la Universidad de La Habana y ministro de Obras Públicas durante las dos administraciones del presidente Mario G. Menocal (1913-1921). Su bisabuelo fue José Ramón Villalón y Hechavarría, quien fuera Gobernador de las Filipinas y magistrado de la Audiencia de Santiago de Cuba, y uno de los más destacados autores sobre apicultura en el continente americano, siendo autor en 1867 del Manual del apicultor, Tratado Teórico-Práctico del arte de criar las abejas y explotar los colmenares, con Aplicación especial a la Isla de Cuba; obra premiada en certamen Público por La Real Sociedad Económica de Amigos del País.
Villalón Sorzano ingresó muy joven a la Congregación de Hermanos de La Salle. Con ello comenzó una etapa de su vida que habría de durar 33 años. Obtuvo en México el título de Maestro de Educación Elemental, con una tesis sobre los miedos en los niños. A su regreso a Cuba completó los estudios de Filosofía y Letras en la Universidad de La Habana y obtuvo créditos graduados de psicología clínica en la Universidad de Santo Tomás de Villanueva. Al triunfo de la Revolución cubana se involucró en la política universitaria y fue candidato a la vicepresidencia de la Federación Estudiantil Universitaria, acompañando al candidato a presidente José Luis Boitel, apoyados por la sección juvenil del Movimiento Veintiséis de Julio. Fueron vencidos por el equipo del Comandante Rolando Cubelas, del Directorio Estudiantil Revolucionario. 
Durante su tiempo con los Hermanos, Villalón Sorzano, además del español y el inglés, aprendió a dominar el francés, el alemán, el italiano y el hebreo moderno. A estas lenguas añadió el estudio de las lenguas clásicas latín, griego, y hebreo. En Roma obtuvo dos licenciaturas: en teología y en historia patrística y medieval en la Pontificia Universidad Lateranense. Su doctorado en teología fue de la misma institución en 1970. En Israel hizo estudios de lenguas y de arqueología, participando en las excavaciones de Massada bajo el General Yigael Yadin. Durante un año sabático hizo estudios postdoctorales en la Universidad de Tübingen, Alemania, relacionándose especialmente con el Profesor Dr. Hans Küng.
Al regresar a América, después de doce años en Europa, se envolvió en el diálogo con la Revolución Cubana a través de su pertenencia a varias instituciones, como el Instituto de Estudios Cubanos, en cuya directiva sirvió diez años, junto a la Dra. María Cristina Herrera; la Revista Areíto, de la que fue miembro del Comité de Directores durante sus diez años de existencia (1974-1984) junto a la Dra. Marifeli Pérez Stable. Colaboró con múltiples artículos y con reportajes sobre la Revolución Sandinista. Fundó, con el P. Eduardo Zayas s.j., y la Dra. Yolanda Prieto, la Asociación Católica Padre Félix Varela, que llevó grupos de cristianos a Cuba para promover el entendimiento entre cubanos de dentro y de fuera de la isla y estableció vínculos con la Jerarquía católica cubana así como con el Departamento de Asuntos Religiosos del Partido Comunista Cubano.
En 1971, José Ramón llegó a Puerto Rico para trabajar en la Universidad Católica de Ponce (hoy llamada la Pontificia Universidad Católica de Puerto Rico). En la misma fue primero profesor de teología y luego director del mismo departamento. Se distinguió en la creación de cursos novedosos y en la organización de varios programas postgraduados. En 1975, abandonó la orden de La Salle y se casó con Olga Soler Bonnin, natural de Ponce, Puerto Rico. Con ella procreó cuatro hijos. En 1996, Villalón Sorzano adoptó la ciudadanía estadounidense.
Mientras enseñaba en varias universidades de Puerto Rico, hizo estudios de filosofía en la Universidad de Puerto Rico y completó en esa misma institución el currículo de Estudios Hispánicos con concentración en Lingüística, aprobando el examen doctoral en esa disciplina.
Continúa residiendo en Ponce, y actualmente enseña cursos en civilización occidental, ética profesional e historia regional de Ponce en la Universidad de Puerto Rico, de Ponce.

## Comentarista
El Dr. Villalón dirigió por años para la diócesis de Ponce un programa televisivo de difusión de la doctrina cristiana en la televisión comercial.
Del 1976 al 1981, Villalón Sorzano, junto con Jeanette Blasini, desarrolló el diario radial PARECERES en la estación de radio WPAB de Ponce, PR, a la sazón la principal estación del Sur de la isla. Ésta fue la primera vez que en la radio hispanoparlante se transmitieron las noticias en un estilo de tertulia. El formato noticioso se ha copiado en las demás emisoras de noticias. Pero el programa se definía a sí mismo como de “crítica, cultura y comentario”.
En años siguientes, José Ramón Villalón Sorzano también fungió como comentarista semanal sobre el canal Católica TV en Puerto Rico donde desarrolló especialmente una serie prolongada de conferencias televisivas sobre la doctrina del Espíritu Santo. Estos programas han provocado que distintas emisoras radiales lo utilicen ocasionalmente para comentar sobre noticias religiosas.

## Teorías y escritos
Aparte de sus escritos sobre lingüística y literatura, Villalón Sorzano se ha ocupado de política, no sólo en la Revista Areito, sino en el contexto educativo, insistiendo en los temas más próximos a la promoción de la democracia y a la educación humanística. Por una vertiente filosófica se ha ocupado también del desarrollo humano, mirándolo desde la perspectiva del pensamiento complejo.
Pero por su formación, buena parte de su producción se ha enfocado en los temas de la religión desde las perspectivas teológica, filosófica, antropológica y lingüística. Su libro principal, Sacraments dans l'esprit, fue publicado en Francia en 1977. (ISBN 2-7010-0077-7, Collection Théologie Historique #43, Éditions Beauchesne, París, 1976). Los temas más tratados por Villalón en sus artículos más recientes son el mito y la trascendencia. De hecho, es desde esta perspectiva que el filósofo e historiador Dr. Carlos Rojas Osorio incluye a Villalón en su libro sobre los “filósofos transterrados” en Puerto Rico. Dice Carlos Rojas: “Un mérito innegable de la aproximación teórica de Villalón al mito es que evita todo fundamentalismo puesto que impide toda lectura literal del texto mítico. Asimismo, no es menor mérito el que desde dicha perspectiva la ciencia y la racionalidad mantegan su alcance sin devaluación alguna. El mito es otra cara del pensamiento que no anula el pensar racional, sea científico, filosófico o técnico”. 
Un capítulo de sus ideas sobre la importancia del lenguaje mítico será publicada próximamente en un libro sobre el pensamiento de autores de diversas nacionalidades que vivieron o aún viven y trabajan en Puerto Rico. Este libro es la continuación de la obra Pensamiento Filosófico Puertorriqueño, de Dr. Carlos Rojas Osorio, que trata de las teorías de personas que nacieron en Puerto Rico. (ISBN 1-881715-91-4, Isla Negra Editores, San Juan, PR, 2002, 530 págs.) En su libro más reciente, Rojas Osorio cita los siguientes escritos de Villalón Sorzano: 
- “Tres fundamentos para nuestro pensamiento”, Ceiba §18, pp. 36-40. (1989)
- “El modo de conocimiento en la religión y en la ciencia”, El Cuervo §4, pp. 14-19. (1990)
- “El pensamiento mítico: un nuevo capítulo para el desarrollo del pensamiento”, Proyecto para el desarrollo del pensamiento, Río Piedras, pp. 124-148. (1993)

Rojas Osorio dice, "Una tesis muy importante de Villalón es que las esferas de realidad a las que apuntan el mito y la razón son muy desiguales. El mito no es apto para representar la realidad natural y la realidad del ser humano....La razón obviamente implica valores intelectuales. Pero los valores constituyen la dimensión más íntima del mito."

## Actividades con la Organización para el Fomento del Desarrollo del Pensamiento
A partir de 1989, el Dr. Villalón se envuelve intensamente en programas de desarrollo humano, como uno de los más asiduos colaboradores del Dr. Ángel R. Villarini Jusino. Ha sido un organizador de los Encuentros Regionales, Nacionales e Internacionales de Educación y Pensamiento, una de las máximas actividades pedagógicas en Puerto Rico, que al presente es un acontecimiento global. Fue miembro fundador y por un tiempo presidente de la Junta de Directores de la Organización para el Fomento del Desarrollo del Pensamiento, Inc., asociación sin fines de lucro dedicada a la promoción de una enseñanza emancipadora, crítica y humanista. Esta asociación se ha extendido a varios países de América Latina y el Caribe. Es Editor coordinador de la Revista CRECEMOS de dicha Institución. Hoy día, la OFDP se extiende fuera de Puerto Rico a la República Dominicana, Venezuela, Aruba, Colombia, Cuba y México, constituyendo un equipo internacional de cuya Junta Villalón es miembro.